# Indotyphlops lazelli
Indotyphlops lazelli — вид змій родини сліпунів (Typhlopidae). Ендемік Китаю.

## Поширення і екологія
Indotyphlops lazelli відомі за двома зразками, зібраними на заході острова Гонконг. Вони живуть в субтропічних лісах, серед опалого листя.

## Збереження
МСОП класифікує цей вид такий, що перебуває на межі зникнення. Indotyphlops lazelli загрожує знищення природного середовища.